# سیارک ۳۲۰۷
سیارک ۳۲۰۷ (به انگلیسی: 3207 Spinrad، نامگذاری:1981EY25) سه هزار و دویست و هفتمین سیارک کشف شده‌است که در ۲ مارس ۱۹۸۱ کشف شد.
قدر مطلق سیارک برابر ۱۲٫۱۰ است.